# Campeonato Mundial Júnior de Patinação Artística no Gelo de 1998
O Campeonato Mundial Júnior de Patinação Artística no Gelo de 1998 foi a vigésima terceira edição do Campeonato Mundial Júnior de Patinação Artística no Gelo, um evento anual de patinação artística no gelo organizado pela União Internacional de Patinação (em inglês:  International Skating Union) onde os patinadores artísticos competem pelo título de campeão mundial júnior. A competição foi disputada entre os dias 30 de novembro e 7 de dezembro de 1997, na cidade de Saint John, Nova Brunswick, Canadá.

## Eventos
- Individual masculino
- Individual feminino
- Duplas
- Dança no gelo

## Medalhistas
| Evento                        | Ouro                                             | Prata                                        | Bronze                                            |
| Individual masculino detalhes | Derrick Delmore · Estados Unidos                 | Sergei Davydov · Rússia                      | Li Yunfei · China                                 |
| Individual feminino detalhes  | Julia Soldatova · Rússia                         | Elena Ivanova · Rússia                       | Viktoria Volchkova · Rússia                       |
| Duplas detalhes               | Julia Obertas · Dmitri Palamarchuk · Ucrânia     | Svetlana Nikolaeva · Alexei Sokolov · Rússia | Viktoria Maksiuta · Vladislav Zhovnirski · Rússia |
| Dança no gelo detalhes        | Jessica Joseph · Charles Butler · Estados Unidos | Federica Faiella · Luciano Milo · Itália     | Oksana Potdykova · Denis Petukhov · Rússia        |

## Resultados

### Individual masculino
| Medalha de ouro                                       | Derrick Delmore       | Estados Unidos   |
| Medalha de prata                                      | Sergei Davydov        | Rússia           |
| Medalha de bronze                                     | Li Yunfei             | China            |
| 4                                                     | Ilia Klimkin          | Rússia           |
| 5                                                     | Ivan Dinev            | Bulgária         |
| 6                                                     | Hiraike Taijin        | Japão            |
| 7                                                     | Li Chengjiang         | China            |
| 8                                                     | Juraj Sviatko         | Eslovênia        |
| 9                                                     | Vitali Danilchenko    | Ucrânia          |
| 10                                                    | Lukáš Rakowski        | República Tcheca |
| 11                                                    | Emanuel Sandhu        | Canadá           |
| 12                                                    | Ben Ferreira          | Canadá           |
| 13                                                    | Alan Street           | Reino Unido      |
| 14                                                    | Alexei Kozlov         | Estônia          |
| 15                                                    | Matthew Davies        | Reino Unido      |
| 16                                                    | David Jäschke         | Alemanha         |
| 17                                                    | Vincent Restencourt   | França           |
| 18                                                    | Lee Kyu-Hyun          | Coreia do Sul    |
| 19                                                    | Alexei Gruber         | Israel           |
| 20                                                    | Angelo Dolfini        | Itália           |
| 21                                                    | Vakhtang Murvanidze   | Geórgia          |
| 22                                                    | Michael Amentas       | Austrália        |
| 23                                                    | Gregor Urbas          | Eslovênia        |
| WD                                                    | Yosuke Takeuchi       | Japão            |
| Não avançaram para a patinação livre / programa longo |                       |                  |
| 25                                                    | Christian Horvath     | Áustria          |
| 26                                                    | Bartosz Domański      | Polônia          |
| 27                                                    | Zoltán Tóth           | Hungria          |
| 28                                                    | Park Joon-Ho          | Coreia do Sul    |
| 29                                                    | Maurice Lim           | Países Baixos    |
| 30                                                    | Matthew van den Broek | Bélgica          |
| WD                                                    | Timothy Goebel        | Estados Unidos   |
| Não avançaram para o programa curto                   |                       |                  |
| 32                                                    | Jose Alonso           | México           |
| 33                                                    | Miguel Alegre         | Espanha          |
| 33                                                    | Edgar Grigoryan       | Armênia          |
| 35                                                    | Panagiotis Markouizos | Grécia           |
| 35                                                    | Balint Miklos         | Romênia          |

### Individual feminino
| Medalha de ouro                                       | Julia Soldatova       | Rússia           |
| Medalha de prata                                      | Elena Ivanova         | Rússia           |
| Medalha de bronze                                     | Viktoria Volchkova    | Rússia           |
| 4                                                     | Brittney McConn       | Estados Unidos   |
| 5                                                     | Anna Jurkiewicz       | Polônia          |
| 6                                                     | Chisato Shiina        | Japão            |
| 7                                                     | Shelby Lyons          | Estados Unidos   |
| 8                                                     | Yuka Kanazawa         | Japão            |
| 9                                                     | Fanny Cagnard         | França           |
| 10                                                    | Julia Lautowa         | Áustria          |
| 11                                                    | Angela Nikodinov      | Estados Unidos   |
| 12                                                    | Keyla Ohs             | Canadá           |
| 13                                                    | Anna Lundström        | Suécia           |
| 14                                                    | Júlia Sebestyén       | Hungria          |
| 15                                                    | Anina Fivian          | Suíça            |
| 16                                                    | Andrea Diewald        | Alemanha         |
| 17                                                    | Sara Lindroos         | Finlândia        |
| 18                                                    | Wang Huan             | China            |
| 19                                                    | Shin Yea-Ji           | Coreia do Sul    |
| 20                                                    | Anna Wenzel           | Áustria          |
| 21                                                    | Georgina Papavasiliou | Reino Unido      |
| 22                                                    | Christel Borghi       | Suíça            |
| 23                                                    | Shirene Human         | África do Sul    |
| 24                                                    | Idora Hegel           | Croácia          |
| Não avançaram para a patinação livre / programa longo |                       |                  |
| 25                                                    | Kaja Hanevold         | Noruega          |
| 26                                                    | Mikkeline Kierkgaard  | Dinamarca        |
| 27                                                    | Tina Svajger          | Eslovênia        |
| 28                                                    | Katerina Blohonova    | República Tcheca |
| 29                                                    | Michelle Kriz         | Austrália        |
| 30                                                    | Viktoria Dirko        | Bielorrússia     |
| Não avançaram para o programa curto                   |                       |                  |
| 31                                                    | Ellen Mareels         | Bélgica          |
| 31                                                    | Yoshie Onda           | Japão            |
| 33                                                    | Jessica Lim           | Países Baixos    |
| 33                                                    | Ivana Snopkova        | Eslováquia       |
| 35                                                    | Ana Jovanović         | Iugoslávia       |
| 35                                                    | Olga Boguslavska      | Letônia          |
| 37                                                    | Noemi Bedo            | Romênia          |
| 37                                                    | Anna Dimova           | Bulgária         |

### Duplas
| Pos.              | Nome                                     | Nacionalidade  |
| ----------------- | ---------------------------------------- | -------------- |
| Medalha de ouro   | Julia Obertas / Dmitri Palamarchuk       | Ucrânia        |
| Medalha de prata  | Svetlana Nikolaeva / Alexei Sokolov      | Rússia         |
| Medalha de bronze | Viktoria Maksiuta / Vladislav Zhovnirski | Rússia         |
| 4                 | Natalie Vlandis / Jered Guzman           | Estados Unidos |
| 5                 | Sabrina Lefrançois / Nicolas Osseland    | França         |
| 6                 | Alena Maltseva / Oleg Popov              | Rússia         |
| 7                 | Jacinthe Larivière / Lenny Faustino      | Canadá         |
| 8                 | Tiffany Stiegler / Johnnie Stiegler      | Estados Unidos |
| 9                 | Pang Qing / Tong Jian                    | China          |
| 10                | Jaime O'Reilly / Clinton Petersen        | Canadá         |
| 11                | Jaisa MacAdam / Garrett Lucash           | Estados Unidos |
| 12                | Elena Kokhanevich / Vitaly Dubina        | Ucrânia        |
| 13                | Aliona Savchenko / Dmitri Boenko         | Ucrânia        |
| 14                | Jekaterina Nekrassova / Valdis Mintals   | Estônia        |
| 15                | Irina Galkina / Artem Knyazev            | Uzbequistão    |
| 16                | Aneta Kowalska / Łukasz Różycki          | Polônia        |
| 17                | Elisa Carenini / Ruben de Pra            | Itália         |
| 18                | Tatiana Zaharjeva / Jurijs Salmanovs     | Letônia        |
| 19                | Irina Mladenova / Hristo Turlakov        | Bulgária       |

| Pos.              | Nome                                  | Nacionalidade    |
| ----------------- | ------------------------------------- | ---------------- |
| Medalha de ouro   | Jessica Joseph / Charles Butler       | Estados Unidos   |
| Medalha de prata  | Federica Faiella / Luciano Milo       | Itália           |
| Medalha de bronze | Oksana Potdykova / Denis Petukhov     | Rússia           |
| 4                 | Zita Gebora / Andras Visontai         | Hungria          |
| 5                 | Melanie Espejo / Michael Zenezini     | França           |
| 6                 | Gabriela Hrazska / Jiří Procházka     | República Tcheca |
| 7                 | Natalia Romaniuta / Daniil Barantsev  | Rússia           |
| 8                 | Alexandra Kauc / Filip Bernadowski    | Polônia          |
| 9                 | Kristina Kobaladze / Oleg Voiko       | Ucrânia          |
| 10                | Jamie Silverstein / Justin Pekarek    | Estados Unidos   |
| 11                | Olga Pogosian / Alexander Kirsanov    | Rússia           |
| 12                | Laura Currie / Jeffrey Smith          | Canadá           |
| 13                | Nelly Gourvest / Cedric Pernet        | França           |
| 14                | Margarita Toteva / Maxim Shabalin     | Bulgária         |
| 15                | Sharon Hill / Andrew Hallam           | Reino Unido      |
| 16                | Rie Arikawa / Kenji Miyamoto          | Japão            |
| 17                | Viviane Steiner / Flavio Steiner      | Suíça            |
| 18                | Pia-Maria Gustafsson / Antti Grunlund | Finlândia        |
| 19                | Miriam Sinzinger / Ingo Feinkerer     | Áustria          |
| 20                | Lindsay Gough / Jarrod Cook           | Austrália        |
| 21                | Yang Tae-Hwa / Lee Chuen-Gun          | Coreia do Sul    |
| 22                | Kim Rolloos / Edwin Visser            | Países Baixos    |
| 23                | Marina Timofeieva / Evgeni Striganov  | Estônia          |
| WD                | Jill Vernekohl / Jan Luggenhölscher   | Alemanha         |

## Quadro de medalhas
| Ordem | País           | Medalha de ouro | Medalha de prata | Medalha de bronze |    | Ordem por total |
| ----- | -------------- | --------------- | ---------------- | ----------------- | -- | --------------- |
| 1     | Estados Unidos | 2               |                  |                   | 2  | 2               |
| 2     | Rússia         | 1               | 3                | 3                 | 7  | 1               |
| 3     | Ucrânia        | 1               |                  |                   | 1  | 3               |
| 4     | Itália         |                 | 1                |                   | 1  | 3               |
| 5     | China          |                 |                  | 1                 | 1  | 3               |
| TOTAL | TOTAL          | 4               | 4                | 4                 | 12 | —               |